# ناوشکن کلاس مومی
دیسترویر کلاس مومی (به انگلیسی: Momi-class destroyer) یک کلاس از کشتی است که طول آن ۸۳٫۸ متر (۲۷۵ فوت) می‌باشد.